# Karl Frenzel (SS-Oberscharführer)
Karl August Wilhelm Frenzel, född 20 augusti 1911 i Zehdenick, död 2 september 1996 i Garbsen, var en tysk SS-Oberscharführer. Han var kommendant för Lager I i förintelselägret Sobibór från augusti 1942 till oktober 1943.

## Biografi
Frenzel medverkade i det övergripande förintelseprogrammet Operation Reinhard och sändes vid dess avslutning till Trieste i norra Italien, där han inom ramen för Sonderabteilung Einsatz R lät deportera judar till bland annat Auschwitz. 
Vid krigsslutet 1945 greps Frenzel av amerikanska soldater och hölls som krigsfånge till november samma år. Han arresterades emellertid 1962 och ställdes inför rätta vid Sobibórrättegången i Hagen 1965–1966. Frenzel dömdes till livstids fängelse för att egenhändigt ha mördat minst 42 judiska fångar samt för medhjälp till mord på minst 150 000 personer.
Efter drygt sexton år i fängelse släpptes Frenzel på grund av en juridisk formsak. År 1985 dömdes han dock åter till livstids fängelse, men domstolen frisläppte honom av hälsoskäl. Karl Frenzel avled den 2 september 1996 på ett ålderdomshem i Garbsen utanför Hannover.

## Populärkultur
I filmen Flykten från Sobibór från 1987 spelas Karl Frenzel av Kurt Raab. I filmen Sobibór från 2018 porträtteras han av Christopher Lambert.